# 国民健康保険坂下病院
中津川市国民健康保険坂下診療所（なかつがわしこくみんけんこうほけんさかしたしんりょうじょ）は、岐阜県中津川市にある中津川市が運営する病院。
全国に900以上ある国民健康保険診療施設の一つである。1948年（昭和23年）に旧坂下町に設置され、2005年（平成17年）に合併とともに中津川市所管となって現在に至る。

## 概要
坂下診療所は診療科：4科・病床数：199床（一般：149床、療養：50床）を有す東濃東部の中核病院の一つである。臨床研修指定病院。救急指定病院として岐阜県知事により告示されている。
坂下診療所の立地する中津川市北部（旧恵那郡北部）には医療機関が少なく、本院は地域医療を支える中核病院となっている。また南木曽町や大桑村など隣接する長野県木曽郡南部も同様に医療機関が少ないために越境来院者も多く、入院・外来共に30%程度が長野県の患者である。救急医療においても東濃医療圏域における第二次医療を担う病院として中津川市北部・木曽郡南部地域の急性期医療への対応もしているが、全国的に問題となっている産科医不足の影響を受け坂下病院でも2003年（平成15年）4月より産婦人科が休診状態（婦人科のみ同年7月より再開）となっており、出産を行う場合は総合病院中津川市民病院など他の総合病院頼りの状態となっている。
設備面においてはMRIやマンモグラフィ、ESWL（体外衝撃波結石破砕術）などの高度医療機器を備えている。施設面においては2001年（平成13年）に現在地に移転・新築された際に免震構造がとられており、地震発生時にも病院機能が保たれるようになっている。また県内に先駆けて電子カルテが導入されるなどIT化も進んでいる。なお全国的な公共施設における禁煙化の動きに合わせ本院でも館内禁煙となっているが、2008年（平成20年）4月からは駐車場も含めた敷地内は全面禁煙になる予定である。
そのほかの特徴として、他の国保施設と同様に地域包括ケアを非常に重視しており、診療を中心とした医療はもちろん、糖尿病教室や「ふれあい健康塾」などを通じた健康づくり、訪問看護や訪問リハビリテーションなど在宅医療と併設の介護老人保健施設を中心とした施設医療などの福祉サービスにも力を入れている。そのほか住民健診や学校健診などの地域密着の保健活動にも力を入れて取り組んでいる。

## 沿革
- 1948年（昭和23年） 国民健康保険坂下病院が開設される。
- 2001年（平成13年） 現在地に移転し、病床数199床となる（跡地は現在の中津川市坂下総合事務所）。
- 2003年（平成15年） 産婦人科のうち産科を4月より休診とする。
- 2005年（平成17年） 合併により運営主体が坂下町から中津川市に移る。
- 2006年（平成18年） ISO 9001を取得する。

## 組織概要
- 診療部
  - 診療各科
- 看護部
- 薬剤部
- 医療技術部
  - 放射線技術科
  - 臨床検査科
  - 栄養科
  - リハビリテーション技術科
  - 医療機器管理室
- 事務局
  - 老人保健施設
  - 訪問看護ステーションほほえみ

## 診療科
- 内科
- 整形外科
- 小児科
- 眼科

## 専門外来
- 漢方外来（内科）
- 生活習慣病外来（内科）
- 腎臓内科外来（内科）
- 血管外科外来（外科） ほか

## 交通アクセス
- JR中央本線　坂下駅より徒歩で約7分。
- 北恵那交通：美濃坂下線・藤沢線ほか「坂下診療所」バス停下車。
- 坂下地区巡回バス：外洞小野沢線・松源地上鐘線ほか「坂下診療所」バス停下車。 平日のみ運行。
- 南木曽町新交通システム：通院バス「坂下診療所」バス停下車。月曜・火曜・金曜のみの運行。

## その他
駐車場の一部は坂川鉄道新坂下駅跡地である。